# Pla de la Bassada
Pla de la Bassada és un conjunt arquitectònic medieval d'estil gòtic del municipi de Cabassers (Priorat). És una obra protegida com a bé cultural d'interès local.

## Descripció
El pla de la Bassada té les millors restes d'arquitectura medieval com Can Navás o els arcs dels porxos. Aquestes són dues arcades apuntades, constituïdes per dovelles i que suporten sengles edificis. Les dovelles, de pedra blanca, mesuren 50 centímetres de gruix. L'interior aixopluga un passadís que continua sota les cases 1 i 4 de la mateixa plaça i que és empedrat amb còdols posats de cantó i fent dibuixos.

## Història
El pla de la Bassada se situa sobre l'espai on hi havia la bassa i els rentadors públics que aprofitaven les aigües que baixaven de la Serra del Montsant. Les arcades ben segur que es van construir al mateix temps que les del carrer Major, a les darreries de l'Edat Mitjana, quan la vila era puixant i pròspera. Cal suposar que han arribat fins avui sense vicissituds, ja que són molt semblants a les que hi ha en altres pobles del Priorat.